# Entrambasaguas
Entrambasaguas – gmina w Hiszpanii, w prowincji Kantabria, w Kantabrii, o powierzchni 43,17 km². W 2011 roku gmina liczyła 4655 mieszkańców.